# Asem Orynbai
Asem Orynbai (en kazajo: Әсем Орынбай; Yntymak, Kirguistán, 7 de septiembre de 1993) es una deportista kazaja que compite en tiro, en la modalidad de tiro al plato. Ganó una medalla de bronce en el Campeonato Mundial de Tiro al Plato de 2022, en la prueba de skeet mixto.

## Palmarés internacional
| Campeonato Mundial | Campeonato Mundial | Campeonato Mundial | Campeonato Mundial |
| Año                | Lugar              | Medalla            | Prueba             |
| ------------------ | ------------------ | ------------------ | ------------------ |
| 2022               | Osijek (Croacia)   | Medalla de bronce  | Skeet mixto        |